# Heemskerklaan (Baarn)
De Heemskerklaan is een straat in Baarn in de Nederlandse provincie Utrecht. De laan loopt van de Faas Eliaslaan naar het oosten en buigt ter hoogte van de Abel Tasmanlaan naar het noorden af en sluit aan op de Tromplaan. 
De laan was eerst een holle zandweg die tot 1840 naar de molen van Schoonoord liep. De straat werd aangelegd bij de verkaveling van het landgoed Schoonoord. 
De huizen van het zuidelijke deel kijken uit op het Cantonspark en de achterzijde van de Wintertuin. De huizen van het westelijke deel zijn gebouwd in de twintiger en dertiger jaren van de 20e eeuw. De Heemskerklaan in de Zeeheldenbuurt is genoemd naar Jacob van Heemskerk.